# GMM Grammy
GMM Grammy Public Company Limited (тай. จีเอ็มเอ็ม แกรมมี่ або G"MM' Grammy) — найбільша компанія з розваг у ЗМІ в Таїланді. Це претендує на 70 відсотків тайської індустрії розваг. Серед артистів «Греммі» — Тонгчай Макінтайр, Дурні дурні та Лосо. Окрім свого музичного бізнесу, компанія займається концертною продукцією, управлінням виконавцями, кіно- і телевізійною продукцією та видавництвом.

## Дочірні компанії та відділення

### Музика
- Genie Record — поп/рок записи
- Grammy Gold — тайська кантрі-музика (luk thung)
- Grammy Big — збірні записи
- Sanamluang Music — інді-записи
- White Music — поп-записи
- GMMTV RECORDS — офіційні записи саундтреків
- One Music — офіційні записи саундтреків
- Genelab — поп/рок записи
- Thaidol Music — записи північно-східної країни Тайланду (Mor lam)
- White Fox — записи поп-ідола
- GNEST — записи поп-ідола
- YGMM — записи поп-ідола

### Фільми
- GDH 559 — кіновиробництво

### Телебачення
- A-Time Media
- GMM BRAVO
- GMM Channel Co. Ltd.
- GMM Z — провайдер цифрового телебачення
- GMMTV — телевізійне виробництво
- Me Mi Ti
- The One Enterprise Co. Ltd.

#### Телевізійні канали
- One 31
- GMM 25

### Радіо
- Chill FM Online
- EFM 94
- Green Wave 106.5 FM
- Hot 91.5 — закрито в 2013 році

### Видавнича діяльність

#### Журнали
- Image — мода, краса, новини суспільства
- Madame Figaro — мода і краса
- Her World — тайське видання популярного сінгапурського жіночого журналу.
- Maxim — тайське видання популярного чоловічого журналу
- Attitude — тайське видання британського журналу про спосіб життя геїв
- In — мода та розваги

#### Газета
GMM Grammy має часткові частки в Bangkok Post і Matichon Group, яка видає кілька щоденних газет тайською мовою, зокрема Matichon і Khao Sod.

### Розподіл
- Se-Education — мережа університетських книгарень

## Зовнішні посилання
- Офіційний сайт